# Marek Wortman
Marek Wortman (ur. 16 lipca 1941 w Sarajewie, zm. 3 lipca 2020 w Warszawie) – reżyser filmowy i teatralny. W 1969 roku ukończył studia na wydziale reżyserii PWSTiF w Łodzi. Dyplom uzyskał w 1972 roku.

## Filmy
- 1998 – Ucieczka z Oświęcimia (reżyseria)
- 1998 – Ucieczka z Montelupich (reżyseria, scenariusz)
- 1988 – Szermierka – szpada kobiet (reżyseria)
- 1988 – Sprawdziany szermiercze (reżyseria)
- 1987 – Tenis – serwis ścięty (liftowany) (reżyseria)
- 1987 – Tenis – serwis płaski (reżyseria)
- 1987 – Tenis – organizacja treningu serwisowego (reżyseria)
- 1987 – Boks – elementy techniki dla zawodników leworęcznych (reżyseria)
- 1986 – Tenis – nauczanie podstawowych uderzeń cz.1 i 2 (reżyseria)
- 1986 – Boks – kształtowanie szybkości w treningu boksera (reżyseria)
- 1984 – Szermierka (reżyseria)
- 1984 – Gimnastyka artystyczna – przygotowanie (reżyseria)
- 1984 – Gimnastyka artystyczna – pięć przyrządów (reżyseria)
- 1984 – Boks – podstawowe elementy techniki dla zawodników początkujących (reżyseria)
- 1984 – Boks – elementy szkolenia zawodnika zaawansowanego (reżyseria)
- 1983 – Szermierka – szabla, szpada, floret (reżyseria)
- 1981 – Badminton (Wortman m.) (reżyseria, scenariusz)
- 1980 – Piłka ręczna.sędziowanie (realizacja)
- 1980 – Akrobatyka sportowa chłopców (realizacja)
- 1979 – Sędziowanie szermierki – floret, szpada i szabla (realizacja)
- 1979 – Podstawowe ćwiczenia w akrobatyce sportowej dziewcząt (realizacja)
- 1979 – Akrobatyka sportowa – trudne skoki na trampolinie (batucie) (realizacja)
- 1978 – Piłka ręczna – metodyka nauczania kontrataku (realizacja)
- 1976 – Technika wiosłowania na kajaku.cz.2 (realizacja)
- 1976 – Piłka ręczna – metodyka nauczania obrony strefowej (realizacja)
- 1976 – Folklor polski (realizacja, scenariusz)
- 1975 – Technika wiosłowania na kajaku (realizacja)
- 1975 – Piłka ręczna – elementy ataku pozycyjnego (realizacja)
- 1975 – Metodyka i technika w kajakarstwie slalomowym (realizacja)
- 1975 – Katowice przed mistrzostwami świata (realizacja, scenariusz)
- 1974 – Milczące zegary (realizacja)
- 1973 – Uczymy się pływać (realizacja)
- 1973 – Trudne powroty (reżyseria)
- 1973 – Spojrzeć jak najgłębiej (realizacja, scenariusz)
- 1972 – Gdzie jest bohater? Reżyseria (scenariusz)
- 1970 – Nauka techniki biegu sprinterskiego (realizacja)
- 1970 – Martwa natura (realizacja, scenariusz)

## Filmy fabularne
- 1972 – Opowieść
- 1973 – Gdzie jest bohater?
- 1976 – Próba ognia
- 1979 – Biała gorączka
- Na wysokości
- Jesienny dzień
- 1985 – Obcy w domu
- 1987 – Wielki Wóz
- 1989 – Mefisto Walc
- 19?? – Sprinter
- Pył miłosny
- Jutro
- Jej powrót
- Fabian

## Filmy dokumentalne
- Martwa Natura
- Karabiny
- Trudne powroty
- Piłkarska misja cz. 1 i2
- WTC cz. 1 i 2
- Spełnione marzenia
- Zegary
- Wycinanki
- Pojedynek
- Szpada
- Miłość na Woli
- Huta
- Ucieczki – cykl 6 filmów

## Teatr TV m.in.
- Z. Posmysz – Białe światełka
- B. Mercier – Dwoista perspektywa
- A. Michałkow – Piana
- A. Czechow – Czarownica
- F. Dostojewski – Białe noce
- Y. Jamiaqna – Wakacje w Acapulco
- J. Kofta – La Cumparsita
- F. Dostojewski – Opowieść sentymentalna
- T. Dery – Jednouchy
- F. Dostojewski – Młodzik
- A. Ostrowska – Dwie rundy
- M. Tikkanen – Miłość stulecia
- B. Okudżawa – Jeszcze pożyjesz
- T. Mann – Wybraniec

## Teatr m.in.
- I. Iredyński – Żegnaj Judaszu
- H. Pinter – Zdrada
- J. Ganet – Pokojówki
- S. Grochowiak – Lęki poranne
- S. Grochowiak – Chłopcy
- T. Różewicz – Białe małżeństwo
- H. Zawadzki – Kobieta szuka miłości
- I. Hubac – Dom na niebiosach
- T. Zając – W gościnie
- F. Dostojewski – Białe noce
- K. Brandys – Jak być kochaną
- D. Mamet – Przerżnąć sprawę
- A. Dorfman – Śmierć i Dziewczyna
- S. Bieniasz – Naczelnik

## Nagrody
- Nasz syn M. Pruchniewski, M. Wortman – wyróżnienie w konkursie na sztukę współczesną – Gdynia 2007 r.
- Syn M. Pruchniewski, M. Wortman – nagroda w konkursie na Słuchowisko Polskiego Radia. Realizacja wrzesień 2005 r.
- Wielki wóz M. Wortman – nominacja do nagrody w kategorii Najlepszy film – Złote Lwy Gdynia 1988 r.